# Sandra Day O'Connor
Pour les articles homonymes, voir O'Connor.
 (mars 2025).
Si vous disposez d'ouvrages ou d'articles de référence ou si vous connaissez des sites web de qualité traitant du thème abordé ici, merci de compléter l'article en donnant les références utiles à sa vérifiabilité et en les liant à la section « Notes et références ».
Sandra Day O'Connor, née le 26 mars 1930 à El Paso et morte le 1er décembre 2023, est une avocate, femme politique, procureure et juge américaine membre du Parti républicain. Elle siège à la Cour suprême des États-Unis de 1981 à 2006.

## Biographie
Née à El Paso, au Texas, et élevée dans un ranch de l'Arizona, elle fait ses études à l'université Stanford, dans la promotion majorée par William Rehnquist, par la suite président de la Cour suprême.
Elle commence sa carrière comme adjointe du procureur du comté de San Mateo de 1952 à 1953. En 1969, elle est nommée puis élue au Sénat de l'Arizona en tant que républicaine. Elle devient en 1973 la première femme à la tête d'une majorité sénatoriale aux États-Unis.
Le 19 août 1981, elle est nommée Associate Justice (juge) à la Cour suprême en remplacement de Potter Stewart (en) par Ronald Reagan. Elle est la première femme à être nommée à ce poste ; elle est confirmée à l'unanimité par le Sénat le 21 septembre, et prend ses fonctions le 25 du même mois.

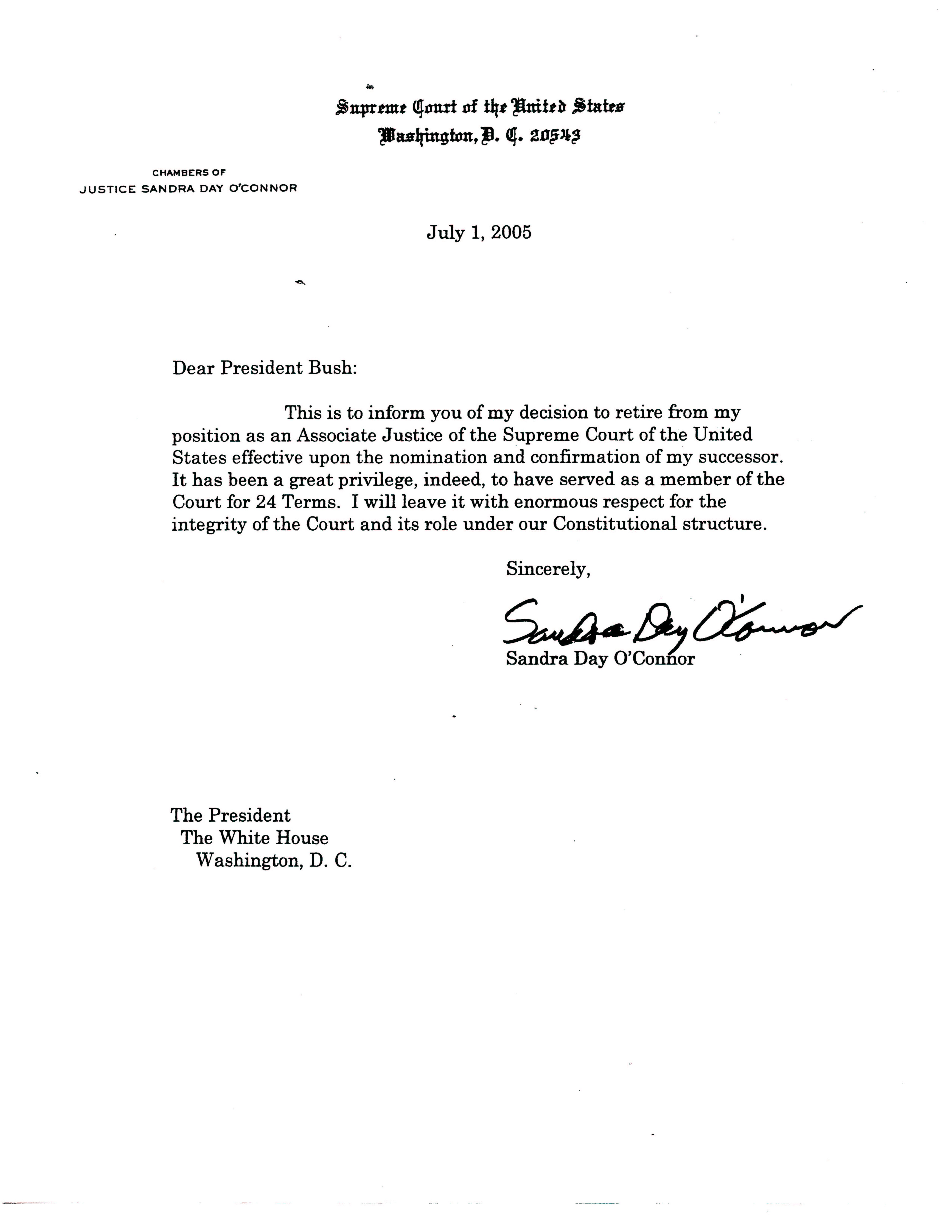
Lettre de démission de Sandra Day O'Connor.

Au cours des années 1990 et 2000, elle occupe une place centrale à la Cour suprême, à l'intérieur de laquelle elle est située au centre idéologique. Par conséquent, son vote est déterminant dans un grand nombre de cas, en particulier ceux relatifs à la place de la religion dans la vie publique et ceux concernant l'avortement, ou l'arrêt stoppant le recomptage des voix en Floride lors de l'élection de 2000 (Bush v. Gore). Elle s'oppose à l'abrogation de la peine de mort pour les moins de 18 ans (Roper v. Simmons, mars 2005).
En 2004, elle est classée sixième dans la liste des femmes les plus puissantes du monde selon Forbes.
Le 1er juillet 2005, O'Connor annonce sa démission au moment où les commentateurs s'attendaient à la démission du chef William Rehnquist. Celle-ci a pour conséquence de relancer une bataille sur la nomination des juges entre les républicains et les démocrates, affrontement dont la bataille autour de la confirmation des juges conservateurs nommés par le président George W. Bush aux cours d'appel fédérales a été le prélude. Le 21 juillet 2005, le président choisit John G. Roberts, Jr., juge à la cour d'appel fédérale du district de Columbia pour remplacer O'Connor.
À la suite du décès de Rehnquist le 3 septembre, Bush décide de renommer Roberts comme président de la Cour (pourvoyant ainsi le poste de Rehnquist). Le 3 octobre, il nomme sa conseillère Harriet Miers pour succéder à O'Connor. Cette nomination est mal accueillie dans les deux partis et doit être retirée. C'est finalement le juge Samuel Alito qui est nommé. La confirmation par le Sénat est acquise le 31 janvier 2006. La dernière opinion rédigée par O'Connor est Ayotte v. Planned Parenthood of Northern New England, un arrêt unanime de portée limitée rendu le 18 janvier. Il porte sur le droit à l'avortement.
En 2008, elle participe à la création de iCivics (en), une association à but non lucratif proposant des jeux en ligne d'éducation civique.
Elle est mariée à John Jay O'Connor, avec qui elle a eu trois garçons, de 1952 au décès de celui-ci en 2009 de la maladie d'Alzheimer. En octobre 2018, elle annonce se retirer de la vie publique après avoir été diagnostiquée des premiers signes d'une maladie similaire.
Elle meurt le 1er décembre 2023 à Phœnix, âgée de 93 ans.

## Hommage
- Elle est inscrite au National Women's Hall of Fame.